# François de Gaulle
François de Gaulle (13 de febrero de 1922-2 de abril de 2020) fue un sacerdote y misionero católico francés.

## Biografía
François, sobrino de Charles de Gaulle, se unió a los Padres Blancos en 1940 y entró al seminario en Túnez. A partir de 1950, pasó 50 años en el Alto Volta francés y observó cómo hacía la transición a Burkina Faso. 
De Gaulle fue el autor de J'ai vu se lever l'Église d'Afrique, producido a partir de entrevistas con Victor Macé de Lépinay y publicado en 2011. 

## Muerte
Murió el 2 de abril de 2020 en Bry-sur-Marne a la edad de 98 años debido a COVID-19 causado por el virus del SARS-CoV-2 durante la pandemia de enfermedad por coronavirus.